# Maya (álbum de M.I.A.)
Maya (estilizado como ΛΛ Λ Y Λ) é o terceiro álbum de estúdio da cantora e compositora britânica M.I.A., lançado em julho de 2010, pela sua própria gravadora, N.E.E.T. Recordings, XL Recordings e Interscope Records. A composição e produção do álbum foram primeiramente tratadas por M.I.A., Blaqstarr e Rusko. Os colaboradores de longa data de M.I.A., Diplo, Switch e seu irmão Sugu Arulpragasam também trabalharam no álbum, que era principalmente composto e gravado na casa de M.I.A., localizada em Los Angeles.
As faixas são sobre o tema da política de informação e destinam-se a evocar, o que M.I.A. chamou de "tumulto digital". Elementos da música industrial foram incorporadas som de M.I.A., pela primeira vez. Uma edição deluxe foi lançada simultaneamente, com quatro faixas bônus. Opiniões dos críticos do álbum foram em geral favoráveis, embora dividida, tanto com seu estilo musical e de conteúdo lírico, atraindo elogios e críticas. Na sua primeira semana de lançamento, o álbum entrou no UK Albums Chart no número 21, tornando-se seu álbum mais bem sucedido no Reino Unido. Ele também se tornou o seu álbum de maior sucesso nas paradas dos Estados Unidos, alcançando o número nove na Billboard 200, e estreou no top 10 na Finlândia, Noruega, Grécia e Canadá.
M.I.A. promoveu o álbum pela liberação de uma série de faixas online, incluindo "XXXO", "It Takes a Muscle" e "Born Free", que foi acompanhado por um vídeo curta-metragem que gerou polêmica devido a sua imagem gráfica. Ela também cantou em festivais de música nos Estados Unidos e Europa para coincidir com o lançamento do álbum. Durante a sua promoção do álbum, ela se envolveu numa disputa com Lynn Hirschberg do jornal The New York Times.

## Composição e gravação
M.I.A. lançou seu segundo álbum, Kala, em 2007, que alcançou aclamação da crítica e foi certificado ouro nos Estados Unidos e Prata no Reino Unido. Seis meses após dar à luz seu filho Ikyhd em fevereiro de 2009, ela começou a compor e gravar seu terceiro álbum de estúdio em seu estúdio em sua casa em Los Angeles que ela tinha comprado com seu parceiro Ben Bronfman. Colaboradores como Rusko e Blaqstarr mudaram para a casa para escrever e gravar músicas para o novo projeto antes que ela misturou a gravar com eles em um estúdio alugado no Havaí. She collaborated with writer-producer Blaqstarr because, in her opinion, "he simply makes good music". Ela colaborou com Blaqstarr que é, produtor, escritor, porque, na sua opinião "ele simplesmente faz música boa".
Sua parceria criativa com Rusko passou de um sentimento de frustração com o que viu como seus associados, agora mais mainstream sugerindo faixas sub-padrão, devido às suas agendas lotadas. Diplo trabalhou na faixa "Tell Me Why", mas em um estúdio em Santa Monica, em vez de na casa. Ele afirmou em uma entrevista que, após o rompimento de seu relacionamento pessoal com M.I.A. alguns anos antes, ele não tinha permissão para visitar a casa porque "seu namorado realmente me odeia".
Faixas para o álbum foram reduzidos a partir de gravações que duram até 30 horas. Rusko, que tocou guitarra e piano no álbum, descreveu o casal ficar "levado" no estúdio, valorizando o "louco distorcido e agitado" som que eles foram capazes de criar. Rusko afirmou: "Ela tem um filho, um bebê de um pouco mais de um ano, e que gravou o seu coração bater. Nós tínhamos acabado de pensar em idéias loucas". Rusko descreveu M.I.A. como a melhor artista que já trabalhou com, afirmando que ela tinha "foi o mais criativo e eu realmente tinha um bom tempo fazendo música com ela".
M.I.A. chamou o novo projeto de "esquizofrênico", e falou sobre a inspiração de internet que poderiam ser encontrados nas músicas e obras de arte. Ela também afirmou que o álbum centrado em seu "não ser capaz de sair [Los Angeles] por 18 meses" e sentir-se "desligado". Ela resumiu tema principal do álbum como políticas de informação. Durante a gravação do álbum, ela falou sobre os efeitos combinados de que as empresas de notícias e Google em notícias e coleta de dados, salientando a necessidade de fontes alternativas de notícias que sentiu a geração do filho seria necessário a fim de verificar a verdade. Maya foi feito para ser "tão incomodamente estranho e errado que as pessoas começam a exercitar seus músculos do pensamento crítico".
M.I.A. optou por cantar, em vez de rap, em várias faixas do álbum, dizendo "Rolling Stone" no início de 2010 que queria produzir algo diferente do seu álbum anterior, que tinha "mais ênfase na produção de [e] fazer batidas e cantando menos". Em Janeiro de 2010 entrevista com NME falou de ser inspirado pelo filme Food Inc. e descreveu o álbum como sendo sobre "explorar as nossas falhas e defeitos" e ter orgulho deles. A faixa de encerramento, "Space", que teria sido gravado usando um iPhone app, é uma balada que Mikael Madeira, escrevendo no quadro de avisos, descrito como "sonhador". Em contraste, Greg Kot do Chicago Tribune descreveu "Lovealot" como soa "como ele foi gravado em um beco úmido, a voz do cantor repercutindo no meio de percussão que soa como portas rangendo e ratos correndo em latas de lixo". "XXXO" inspira um lado "brega pop" de M.I.A., e é baseado no tema da criação de um símbolo sexual. "Teqkilla" é a única pista para resolver seu relacionamento com Bronfman, através de uma referência para a Seagram, a empresa de propriedade de sua família. "It Takes a Muscle" é uma versão cover de uma música originalmente gravada em 1982 pelo grupo holandês Spectral Display, e é realizado em um estilo reggae. A faixa de abertura "The Message", que caracteriza um vocalista masculino, paródias as palavras da canção tradicional "Dem Bones" a ligação do Google para "o governo".
As amostras usadas no álbum foram retiradas de artistas tão diversos como o suicídio duo eletrônico e coral gospel do Alabama Sacred Harp Singers. "Internet Connection", uma das faixas bônus da edição limitada do álbum, foi gravado em colaboração com um grupo de trabalhadores filipinos Verizon. "MIA declarou que o som e as imagens do álbum de capturar um" tumulto digital ", acrescentando que" muitos de nós tornaram-se digitadores e voyeurs. "Precisamos de um mosh digital como nunca vimos, mais do que como as pessoas estavam fazendo que na era punk. Precisamos que a energia, mas digitalmente ". Julianne Escobedo Pastor da Fader comentou sobre a sensação cada vez mais industrial das faixas que estavam disponíveis antes do lançamento do álbum, um estilo que não haviam sido incorporados em sua música. M.I.A. se escolheu "Steppin 'Up", "Espaço" e "Teqkilla" como sua favorita faixas do álbum. Ela declarou que contemplou usando apenas o som dos treinos como o apoio para "Steppin 'Up", mas concluiu que era "muito experimental" uma aproximação.

## Lançamento
O álbum foi originalmente previsto para ser lançado em 29 de junho de 2010, mas em Maio, foi anunciada uma nova data de lançamento de 13 de Julho. No final de abril, a artista postou um Twitpic da lista de músicas para novo álbum. Ela também comentou que na época ela estava "aberta a sugestões" sobre o título do álbum. Duas semanas depois, um post no site oficial de sua gravadora revelou que o álbum seria intitulado /\/\/\Y/\, a ser pronunciado como Maya, que também é nome do meio da cantora. O título surge na sequência dos álbuns anteriores do nome do pai dela (2005 a Arular) e mãe (2007 a Kala). Alguns críticos usaram o título estilizada, enquanto outros não. A página oficial de M.I.A., no MySpace usa ambos os títulos. O álbum foi lançado em formato físico convencional e digital e como o iTunes LP.
A capa do álbum apresenta rosto da cantora quase completamente escondida por players do YouTube. Kyle Anderson, da MTV, descreveu a capa, que teve uma premiere em Junho de 2010, como "tipicamente agitado, viajante, desorientando obra de arte" e especularam que poderia ser "uma declaração sobre a privacidade do século 21".
Quando questionada sobre a dificuldade de encontrar o título do álbum em motores de busca como o Google, ela observou que ela escolheu para usar barras e barras invertidas devido à sua facilidade em ser digitado, política e web, porque ela gostava da maneira como o título do álbum olhava players de música como o iTunes.

## Promoção

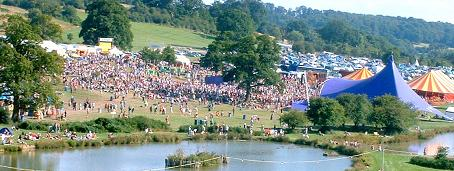
The view of the Big Chill music festival at Eastnor Castle.

Em janeiro de 2010, M.I.A. postou um vídeo no Twitter, que incluiu uma nova música, mas não revelou nenhuma informação sobre ele à excepção do título "Theres space for ol dat I see" (sic). No dia seguinte, sua assessora confirmou que a faixa foi intitulada "Space Odyssey" e tinha sido produzido em colaboração com Rusko para protestar contra uma peça de viagens sobre o Sri Lanka impresso no The New York Times. A faixa aparece no novo álbum sob o título de revista "Space". No mesmo mês, ela filmou um curta-metragem para a canção "Born Free". No final de abril, a faixa foi lançada como single promocional, e as curtas que acompanham a música foi lançada. O clipe, dirigido por Romain Gavras, mostra uma unidade militar de jovens ruivos que são, então, tiro ou forçados a correr em um campo minado. O filme, que também dispõe de nudez e cenas de uso de drogas, causou polêmica generalizada e foi removido e rotulado com uma restrição de idade no YouTube. Na semana após o lançamento do clipe, M.I.A. foi a mais blogada sobre a artista na internet, de acordo com o agregador de blogs de MP3 The Hype Machine. A cantora afirmou que ela achou a polêmica "ridícula", afirmando que os vídeos das execuções da vida real não tivesse gerado tanta controvérsia quanto seu vídeo. Na preparação para o lançamento do álbum, "XXXO", que Entertainment Weekly descreveu como "o primeiro single oficial" do próximo álbum, "Steppin 'Up", "Teqkilla" e "It Takes a Muscle" foram lançadas on-line. Em 6 de julho de 2010 ela fez o álbum inteiro disponível através de sua página do MySpace. Em dezembro, "It Takes a Muscle", foi lançado como o segundo single.
M.I.A. promoveu o álbum com um espetáculo no The Big Chill, em agosto de 2010.
O novo álbum foi divulgado durante a performance de Jay-Z no Coachella Valley Music and Arts Festival, em abril, quando um dirigível voou sobre o local anunciando que o novo álbum de MIA seria lançado em 29 de junho de 2010. M.I.A. promoveu o álbum com uma série de aparições em festivais de música, incluindo o festival de HARD em Nova York e The Big Chill em Herefordshire. Sua performance foi interrompida devido a uma invasão de palco por fãs. Ela também cantou no Festival de fluxo na Finlândia, onde foi acompanhado no palco pelo guitarrista Derek Miller E. tocando durante sua performance de "Meds and Feds", e os LokerseFeesten em Lokeren, Flandres, Bélgica, onde seu desempenho atraiu uma multidão de 13.500, o maior festival de música de 10 dias. Em setembro, ela anunciou uma turnê que vai durar até o final do ano.
M.I.A. também promoveu o álbum com uma aparição no programa "Late Night with David Letterman", durante o qual ela cantou "Born Free", apoiado por um grupo de dançarinos de estilo para se parecer com ela e com Martin Rev of Suicide tocando teclados. Em novembro de 2010 ela apareceu no programa "Later ... with Jools Holland" da televisão britânica, cantando "It Takes a Muscle", com membros do The Specials e "Born Free". Ao promover o álbum, M.I.A. se envolveu em uma disputa com Lynn Hirschberg, do New York Times, que entrevistou em março de 2010 e cujo resultante artigo retrata a cantora como pretensiosa e busca de atenção. Em resposta, M.I.A. postou número de telefone de Hirschberg em sua página no Twitter e depois carregou sua própria gravadora de áudio da entrevista, ressaltando as discrepâncias entre o que ela disse e que foi relatado. A obra foi criticada por seu jornalismo sensacionalista por alguns, no entanto M.I.A. recebeu vários graus de apoio e críticas para as conseqüências decorrentes da mídia. Benjamin Boles, por escrito, por agora, afirmou que, enquanto parte Hirschberg veio transversalmente como um "assassinato de caráter ..... vicioso", as acções subsequentes M.I.A. eram "infantis" e fez "o estoque rindo da internet". O jornal impresso mais tarde uma correção sobre a história. O incidente levou Boots Riley da banda Street Sweeper Social Club a comentar sobre como os artistas tinham acesso aos meios de comunicação que permitiu que os escritores de ser responsabilizados e que se movem de M.I.A. foi brilhante.

## Recepção
Música críticos estavam divididos em suas opiniões de Maya. Simon Vozick-Levinson da Entertainment Weekly chamou o álbum "Com certeza o ano mais polêmico da liberação de grandes gravadoras". No Metacritic, que atribui um rating para fora normalizado de 100 resenhas de críticos mainstream, o álbum recebeu uma pontuação média de 67 com base em 39 comentários, o que indica "avaliações favoráveis". Resenhas do álbum começou a aparecer um mês antes de sua liberação após o álbum vazou em baixa qualidade para a internet. Aaron Charles, escritor da revista Spin, deu ao álbum quatro estrelas e meia, de cinco estrelas, a sua opinião considerando que a canção "Lovalot" sua "jogada mais arriscada ainda". Matthew Bennett, da Clash fez uma pontuação semelhante, chamando-a de "grande obra". Roy Wilkinson, escritor da Mojo chamou de "saraivada assustadora de to-the-moon música pop". Escritor da BBC Online, Matthew Bennett caracteriza o álbum como "alto, orgulhoso e sem levar nenhum prisioneiro", e também elogiou faixas mais leve do álbum, como "Teqkilla", que ele chamou de "prazerosamente demente, mas absolutamente cativante". Rolling Stone escritor Rob Sheffield disse que é o álbum de M.I.A. "mais agressivo, de confronto e ainda apaixonado", elogiando o seu "ouvido voraz para alarmes, sirenes e explosões, transformando a cada solavanco em um breakbeat" e sua conseqüente letras como "caro". Los Angeles Times, Ann Powers elogiou o álbum como "uma tentativa de um artista que se definiu com a oposição a se envolver com o sistema que ela entrou, para melhor ou para pior, e ainda permanecer reconhecível para si mesma" que caracterizam idéias sobre Maya como "uma luta digna de um "revolucionário.
Outros críticos não deram tanta cortesia para o álbum. Charlotte Heathcote do jornal britânico Daily Express afirmou que, apesar de M.I.A. pode "ainda reivindicar a posição de um dos nossos mais criativos, os artistas intransigente", havia "apenas lampejos de brilhantismo" do álbum. Greg Kot deu ao álbum dois anos e meio fora de quatro estrelas e expressa uma resposta mista para M.I.A." [abrangendo] pop com mais fervor do que nunca. Mehan Jayasuriya do PopMatters referir a sua "auto-engrandecimento", como uma fraqueza e afirmou: "Maya não tem o foco e a confiança dos álbuns anteriores de M.I.A.". Jesse Cataldo da Slant Magazine referir que o álbum tem a sensação de um projeto de vaidade "e escreveu" Pode ser um álbum acima da média, mas sua estética combina com sua personalidade única em seu nível mais raso, na magreza das suas ideias ea feiúra muitas vezes contundente de sua mensagem." Chris Richard, do Washington Post chamou de "uma mistura de desorientação do industrial ruído digital e de lama "e observou que" não há muito para cantar junto".

## Desempenho comercial
O álbum entrou no UK Albums Chart no número 21 na sua primeira semana de lançamento, 18 lugares mais altos do que a posição do pico alcançado por Kala, tornando-se imediatamente o seu álbum mais bem sucedido na semana no Reino Unido. Na semana seguinte, saiu do Top 40. É também um mapa em uma série de outros países europeus, entrando no Top 10 na Finlândia, Noruega e Grécia. Nos EUA que estreou no número nove na Billboard 200, nove lugares mais altos do que a posição do pico alcançado por Kala, apesar de ter vendido apenas 28.000 cópias em sua primeira semana de lançamento, em comparação com os 29.000 que o álbum anterior vendeu no mesmo período. Maya caiu para número 34 em sua segunda semana na parada, vendendo 11 mil cópias. O álbum também superou na parada de álbuns Billboard's Dance / Eletrônica e alcançou o top 10 em dois charts da revista.  Maya também entrou no top 10 no Canadian Albums Chart. O single "XXXO" alcançou o top 40 na Bélgica, Espanha e Reino Unido, e "Teqkilla" entrou no Hot 100 canadense em downloads digitais.

## Prêmios
Em dezembro de 2010, a NME chamou "XXXO" e "Born Free", o número 2 e número 11 das melhores músicas do ano, respectivamente. O álbum apareceu em várias listas de revistas dos melhores álbuns do ano. Spin colocou Maya no número 8 na sua lista dos melhores lançamentos de 2010, e a revista Rolling Stone listou o álbum no número 19 na sua lista.

## Faixas
1. "The Message" - 0:57
2. "Steppin Up" - 4:01
3. "XXXO" - 2:54
4. "Teqkilla" - 6:20
5. "Lovalot"  - 2:50
6. "Story to Be Told"  - 3:32
7. "It Takes a Muscle" - 3:00
8. "It Iz What It Iz" - 3:29
9. "Born Free" - 4:07
10. "Meds and Feds" - 3:09
11. "Tell Me Why" - 4:11
12. "Space"  - 3:08

Bônus
1. "Internet Connection" - 2:49
2. "Illygirl" - 2:12
3. "Believer" - 3:11
4. "Caps Lock" - 3:58